# (10121) Arzamas
(10121) Arzamas  es un asteroide del cinturón principal perteneciente al cinturón de asteroides, región del sistema solar que se encuentra entre las órbitas de Marte y Júpiter.
Fue descubierto el 27 de enero de 1993 por el astrónomo belga Eric Walter Elst desde el Observatorio Astronómico de Calern.

## Designación y nombre
Designado provisionalmente como 1993 BS4 fue nombrado en honor de la ciudad rusa de Arzamas. Fundada en 1578 por Iván el Terrible. Se convirtió en un importante centro de tránsito en la carretera de Moscú a las partes orientales de Rusia. Su principal industria siempre ha sido la producción de cuero y el teñido de telas.

## Características orbitales
(10121) Arzamas está situado a una distancia media del Sol de 3,205 ua, pudiendo alejarse hasta 3,691 ua y acercarse hasta 2,720 ua. Su excentricidad es 0,151 y la inclinación orbital 0,891 grados. Emplea 2096,09 días en completar una órbita alrededor del Sol.
Pertenece a la familia de asteroides de (24) Themis.
Los próximos acercamientos a la órbita de Júpiter ocurrirán el 5 de octubre de 2027, el 11 de noviembre de 2038 y el 3 de enero de 2050.

## Características físicas
La magnitud absoluta de (10121) Arzamas es 13,60. Tiene 10,757 km de diámetro y su albedo se estima en 0,080.